# Mateusz Rutkowski
Pour les articles homonymes, voir Rutkowski.
Mateusz Rutkowski, né le 28 avril 1986 à Zakopane (voïvodie de Petite-Pologne) et mort le 7 janvier 2024 à Skrzypne (voïvodie de Petite-Pologne), est un sauteur à ski polonais.

## Palmarès

### Coupe du monde
- Meilleur classement final : 58e en 2004.
- Meilleur résultat : 15e.